# Dipoena provalis
Dipoena provalis är en spindelart som beskrevs av Claude Lévi 1953. Dipoena provalis ingår i släktet Dipoena och familjen klotspindlar. Inga underarter finns listade i Catalogue of Life.